# Crioglobulinemia
La crioglobulinemia es una enfermedad en la que la sangre contiene una gran cantidad de proteínas llamadas crioglobulinas, capaces de acumularse y hacerse insolubles a bajas temperaturas. Las crioglobulinas generalmente precipitan a temperaturas inferiores a la del ser humano (<37 °C) y se vuelven a disolver si es que el cuerpo aumenta su temperatura. La crioglobulinemia está asociada a una serie de patologías como por ejemplo el mieloma múltiple y la infección por hepatitis C

## Clasificación
La crioglobulinemia  clásicamente se agrupa en tres tipos de acuerdo con la clasificación de Brouet. La de tipo I es la que con mayor frecuencia se encuentra en los pacientes con trastornos linfoproliferativos  como mieloma múltiple o macroglobulinemia de Waldenström. Las de tipos II y III se  asocian con la infección por el virus de la hepatitis C.
| Tipo | Composición                                 | Porcentaje | Descripción |
| ---- | ------------------------------------------- | ---------- | --- |
| I    | Inmunoglobulinas monoclonales aisladas      | 10-15%     | Están compuestas por un solo tipo de inmunoglobulinas monoclonales (generalmente IgM). A veces, al ser solo la porción de la cadena ligera debe ser observada en la orina, o cuando se acumulan en una falla renal                    |
| II   | Inmunocomplejos formados por IgM monoclonal | 50-60%     | Usualmente tienen un componente policlonal y monoclonal (por lo general IgM). La IgM puede reconocer la IgG completa o la porción Fab y Fc. Es por ello que la mayoría de las crioglobulinas del tipo II son inmunocomplejos IgM-IgG. |
| III  | Inmunocomplejos formados por IgM policlonal | 25-30%     | Su función es similar a la de las criglobulinas de tipo II; sin embargo, solo están formados por IgM e IgG policlonales |

Las de tipos II y III tienen factor reumatoide positivo que unen las Ig  policlonales.  Aquellos dos tipos se denominan como crioglobulinemia mixta.
En  2006 se descubrió que existen crioglobulinas raras que muestran una composición microheterogénea, con una estructura inmunoquímica que no puede ser clasificada en ninguno de los tres tipos anteriores. Se ha propuesto  una variante de tipo II-III basada en las que están compuestas por IgM oligloclonal con trazas de Ig policlonales.

## Causas
Estas proteínas pueden estar presentes en pacientes con infecciones por micoplasmas,  infecciones neumocócicas, mieloma múltiple, ciertas leucemias, macroglobulinemias y enfermedades autoinmunitarias como la artritis reumatoide y el lupus. También se pueden observar en un 35 % de los pacientes con infección por el  virus de la  hepatitis C.

## Cuadro clínico
La constelación de síntomas y signos clínicos es bastante amplia y multisistémica e incluye:
- Disnea
- Mialgias
- Artralgia
- Síndrome purpúrico
- Astenia y adinamia
- Glomerulonefritis
- Afección a nivel de la piel

Es importante observar que los diferentes síndromes clínicos pueden orientar a diferentes tipos de crioglobulinemia.
- Hiperviscosidad:  típicamente asociada con la crioglobulinemia de origen hematológico maligno.
- Tríada de Meltzer: (púrpura, artralgia y mialgia):[6] en general se asocia con las crioglobulinemias de tipos  II y III y con patología viral o del tejido conectivo.

## Diagnóstico
El diagnóstico se basa en el examen clínico y en una serie de exámenes entre  los que se destacan:
- Examen de crioglobulinas
- Electroforesis de proteínas plasmáticas
- Biopsia cutánea
- Serología para virus de la hepatitis C

## Tratamiento
El tratamiento consiste en tratar la causa subyacente, además de utilizar corticoides y plasmaféresis en casos más graves.